# Sinopesa maculata
Sinopesa maculata là một loài nhện trong họ Nemesiidae.
Sinopesa maculata được miêu tả năm 1995 bởi Raven & Schwendinger.